# Nobby Stiles
Norbert Peter Stiles (Manchester, 1942. május 18. – 2020. október 30.) világbajnok angol válogatott labdarúgó.
Az angol válogatott tagjaként részt vett az 1966-os és az 1970-es világbajnokságon, illetve az 1968-as Európa-bajnokságon.

## Sikerei, díjai
Manchester United
- Angol bajnok (2): 1964–65, 1966–67
- Angol kupa (1): 1962–63
- Angol szuperkupa (2): 1965, 1967
- BEK-győztes (1): 1964–65

Anglia
- Világbajnok (1): 1966
- Európa-bajnoki bronzérmes (1): 1968